# Semiothisa subalbataria
Semiothisa subalbataria är en fjärilsart som beskrevs av Swinhoe 1889. Semiothisa subalbataria ingår i släktet Semiothisa och familjen mätare. Inga underarter finns listade i Catalogue of Life.